# Gentry (Missouri)
Gentry és una població dels Estats Units a l'estat de Missouri. Segons el cens del 2000 tenia 101 habitants.

## Demografia
Segons el cens del 2000, Gentry tenia 101 habitants, 34 habitatges, i 22 famílies. La densitat de població era de 169,5 habitants per km².
Dels 34 habitatges en un 38,2% hi vivien nens de menys de 18 anys, en un 41,2% hi vivien parelles casades, en un 17,6% dones solteres, i en un 32,4% no eren unitats familiars. En el 32,4% dels habitatges hi vivien persones soles el 5,9% de les quals corresponia a persones de 65 anys o més que vivien soles. El nombre mitjà de persones vivint en cada habitatge era de 2,97 i el nombre mitjà de persones que vivien en cada família era de 3,78.
Per edats la població es repartia de la següent manera: un 44,6% tenia menys de 18 anys, un 5% entre 18 i 24, un 27,7% entre 25 i 44, un 14,9% de 45 a 60 i un 7,9% 65 anys o més.
L'edat mediana era de 26 anys. Per cada 100 dones de 18 o més anys hi havia 107,4 homes.
La renda mediana per habitatge era de 20.000 $ i la renda mediana per família de 28.750 $. Els homes tenien una renda mediana de 28.750 $ mentre que les dones 15.625 $. La renda per capita de la població era de 8.501 $. Entorn del 25% de les famílies i el 17,1% de la població estaven per davall del llindar de pobresa.

## Poblacions més properes
El següent diagrama mostra les poblacions més properes.